# Serrat de Mascaró
El Serrat de Mascaró és una serra situada al municipi del Pont de Bar a la comarca de l'Alt Urgell, amb una elevació màxima de 1.398 metres.